# مقاطعة بيبلز
مقاطعة بيبلز (بالغيلية الإسكتلندية: Siorrachd nam Pùballan)، مقاطعة بيبلز أو تويدال هي مقاطعة تاريخية في إسكتلندا
بلدتها المحافظة هي بيبلز، وتحدها من الشرق ميدلوثيان وسيلكيركشاير من الشرق، ودومفريشاير من الجنوب، ولاناركشاير من الغرب.
بعد إعادة تنظيم الحكومة المحلية لعام 1975م، فقدت المقاطعة وضعها الإداري، وكانت المنطقة محكومة كمقاطعة تويدال.
وهي تشكل حاليًا جزاءً من المنطقة الإدارية للحدود الإسكتلندية.

## شعار النبالة
شعار النبالة للبلاد، الذي تم تسجيله من قبل اللورد ليون في عام 1931، على النحو التالي: الفصلي، الأول من السمور الخمس (أوراق الفراولة) الوسيطة؛ أزور ثاني، رأس حصان مقلوب؛ الذئب الثالث، الصوف أو؛ رابعًا، أو جولس جميل، على رأس محاصر من الأخير، صاعقان من الأول.
ويدعم الأسلحة اثنان من سمك السلمون المناسب، والقمم هو فارس سلاح الحدود.
الشعار هو ONWARD TWEEDDALE.
الربع الأول هو ذراعي فريزر أوف أوليفر كاسل، لورد محلي بارز.
والثاني، هو هورسبورغ، ليرد محلي بارز آخر؛ الثالث، إشارة إلى صناعة الصوف في المنطقة؛ والرابع، إم جي (لاحقًا السير مايكل) ثوربورن من جلينورميستون، الذي كان عمدة بيبلز في وقت تسجيل الأسلحة.

## جغرافية

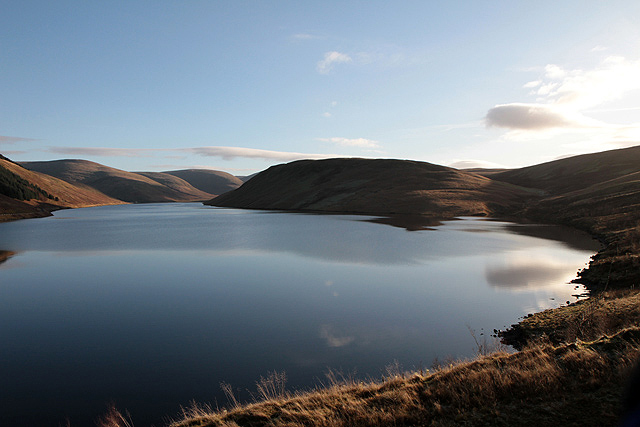
خزان Fruid في جنوب Peeblesshire

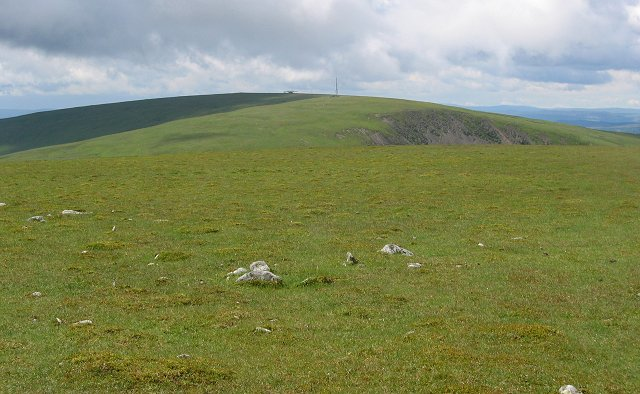
القانون العريض، أعلى نقطة في Peeblesshire، ينظر إليه من Cramalt Craig

المقاطعة غير ساحلية وتشكل جزءًا من المنطقة الجغرافية جنوب المرتفعات في إسكتلندا.
هناك عدد قليل من المستوطنات والمقاطعة تتكون في الغالب من بلد منخفض التل، بما في ذلك أجزاء من تلال بنتلاند وتلال مورفوت، وأعلى نقطة هي القانون العريض عند 840 م (2760 قدمًا).
نهر تويد هو النهر الرئيسي، يتدفق في شكل هلال عبر المقاطعة.
تشمل المسطحات المائية في Peeblesshire خزان Baddinsgill وخزان West Water وخزان Portmore Loch في الشمال وخزان Megget وخزان Talla وخزان Fruid في الجنوب.  

## المواصلات

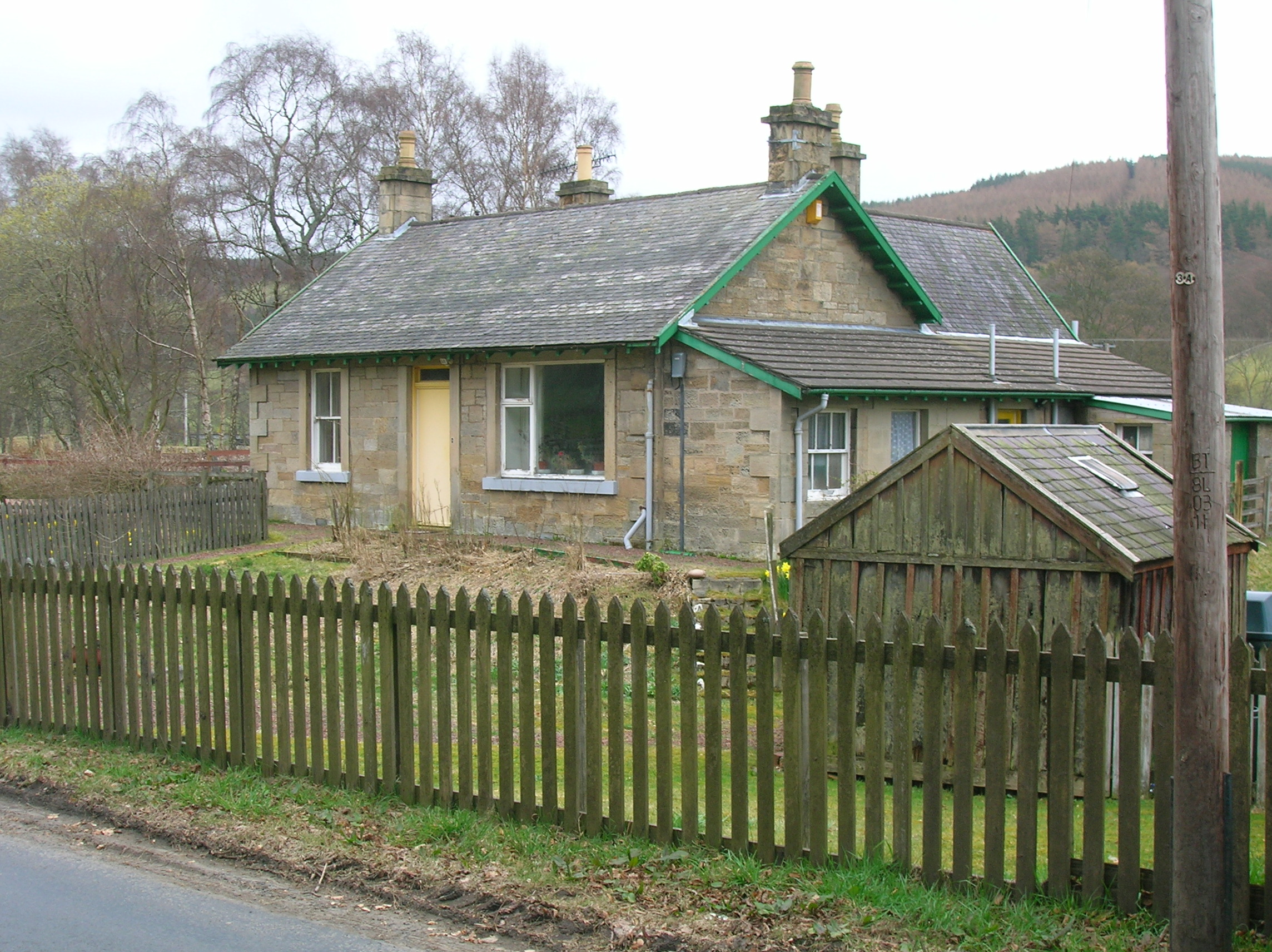
محطة سكة حديد مهجورة في Stobo

كانت المحافظة في السابق تخدمها سكة حديد بيبلز وسكة حديد سيمينغتون وبيغار وبروغتون، ولكن هذه الخطوط أغلقت في الخمسينيات والستينيات ولا توجد خطوط سكك حديدية نشطة في المقاطعة.

## المستوطنات
- جسر بليث
- Broughton
- كاردونا
- كارلوبس
- دروميلزييه
- إيدلستون
- إينرليثين
- كيلبوتشو
- كينقليدرس
- كيركبرايد
- لين
- موسفينان
- بيبلز
- Polmood
- رومانوبريدج
- Skirling
- ستانهوب
- Traquair
- تويدسموير
- والكربورن
- غرب لينتون

## الرعايا المدنية

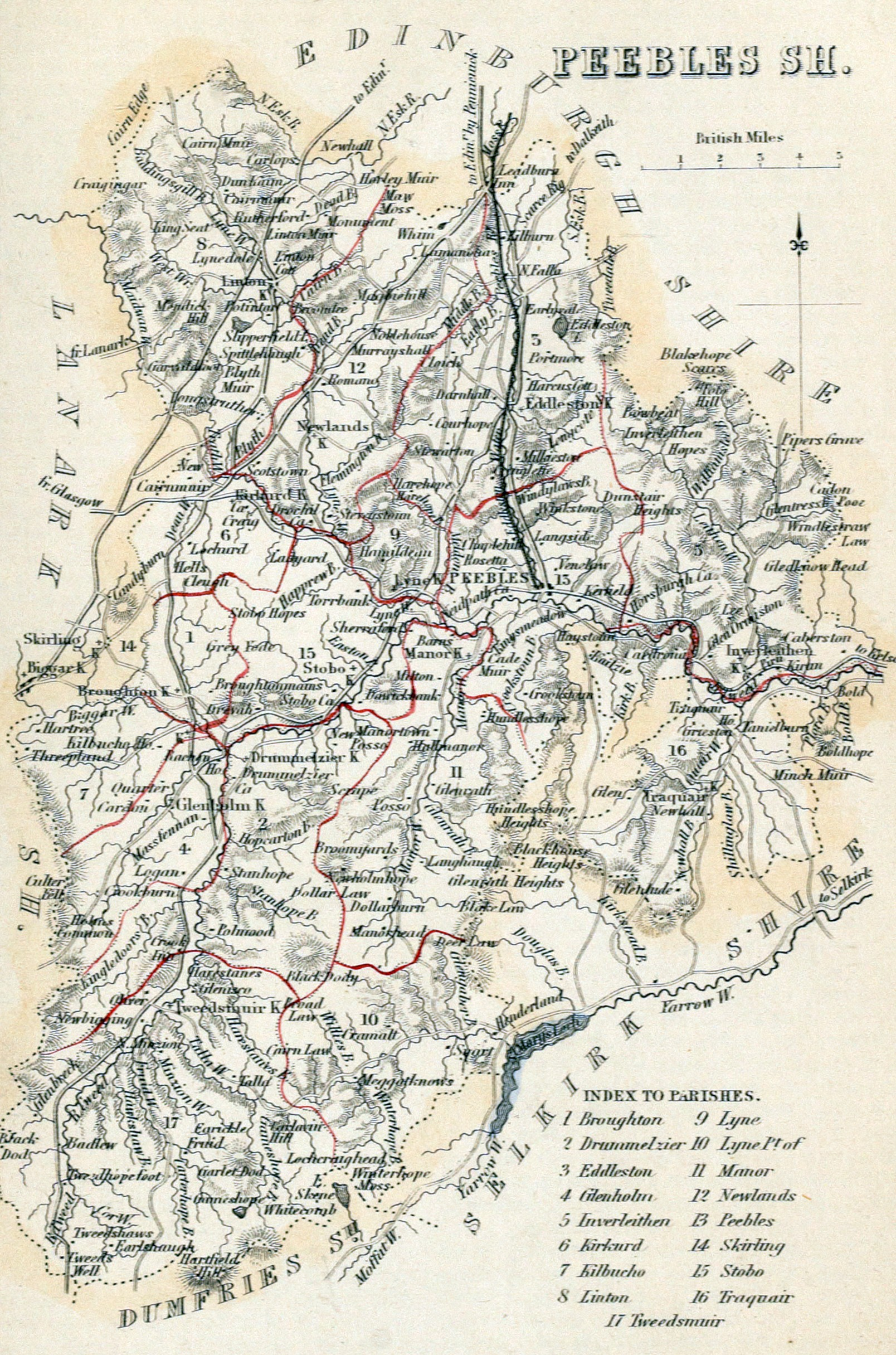
PEEBLESSHIRE خريطة الرعية المدنية 1854. الحدود موضحة باللون الأحمر

1. بروتون، غلينهولم، كيلبوتشو (اتحاد بروتون، غلينهولم، كيلبوتشو )
2. دروميلزييه
3. إيدلستون
4. إينرليثين
5. كيركورد
6. لينتون
7. (Lyne (formerly Lyne and Megget
8. مانور
9. أراضي جديدة
10. بيبلز
11. Skirling
12. قلعة ستوبو ستوبو
13. Traquair
14. تويدسموير

## مجالس المجتمع
مجالس المجتمع:
1. كارلوبس
2. إيدلستون
3. إينرليثين والمقاطعة
4. لامانشا ونيولاندز وكيركورد
5. مانور وستوبو ولين
6. رويال بيرج من بيبلز وديستريكت
7. Skirling
8. تويدسموير
9. التويد العلوي
10. والكربورن
11. غرب لينتون

## صالة عرض

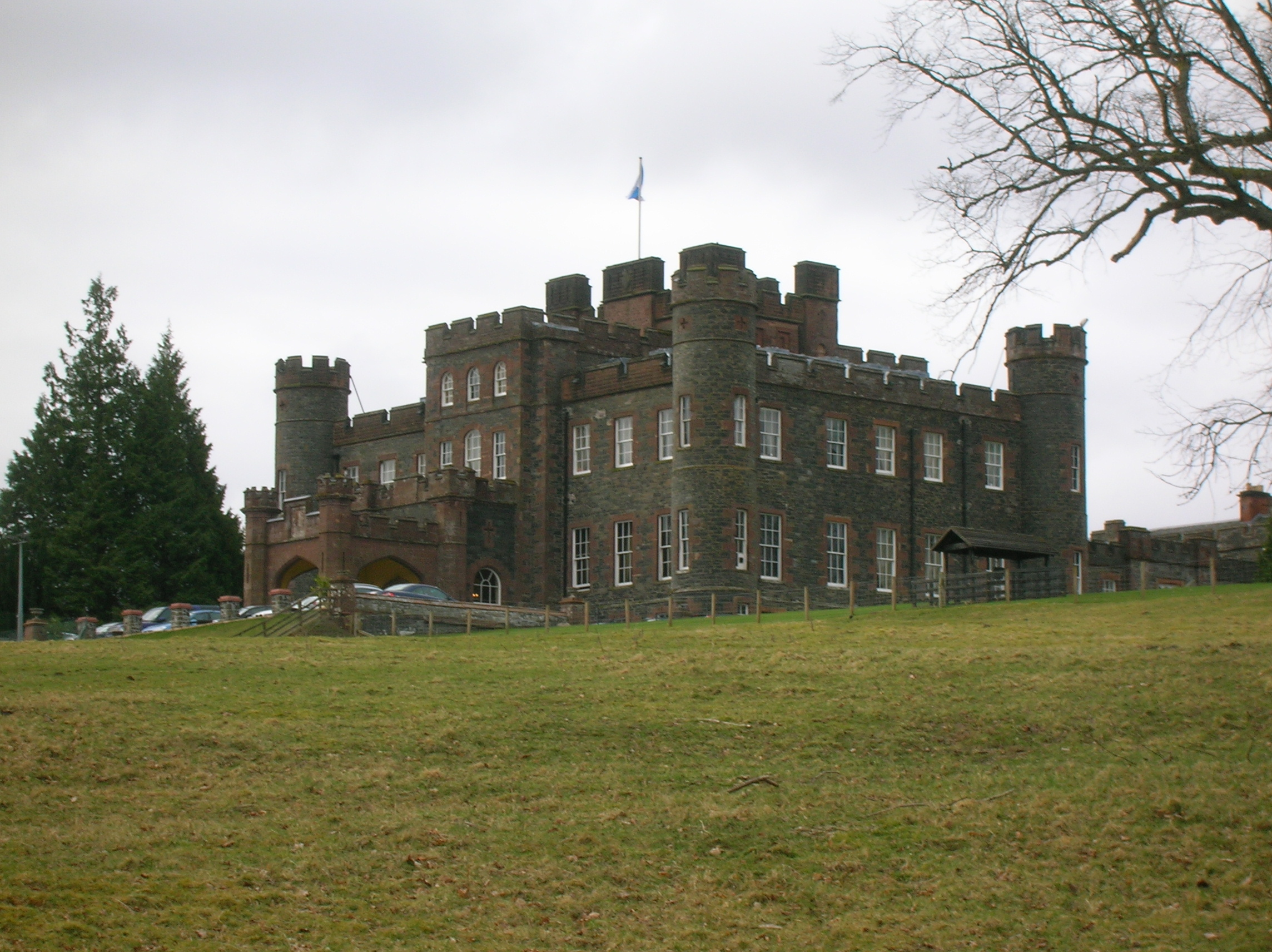
قلعة ستوبو
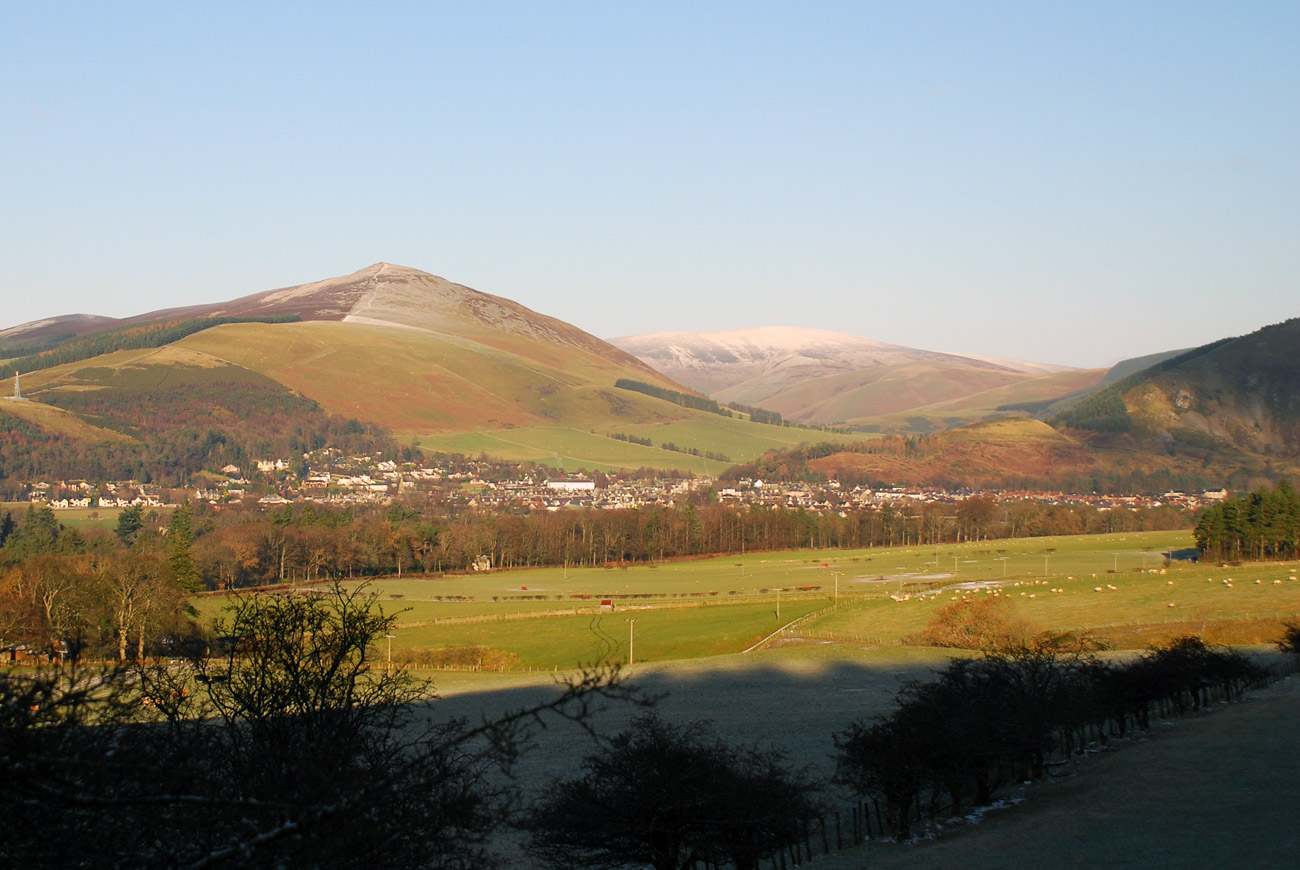
إينرليثين
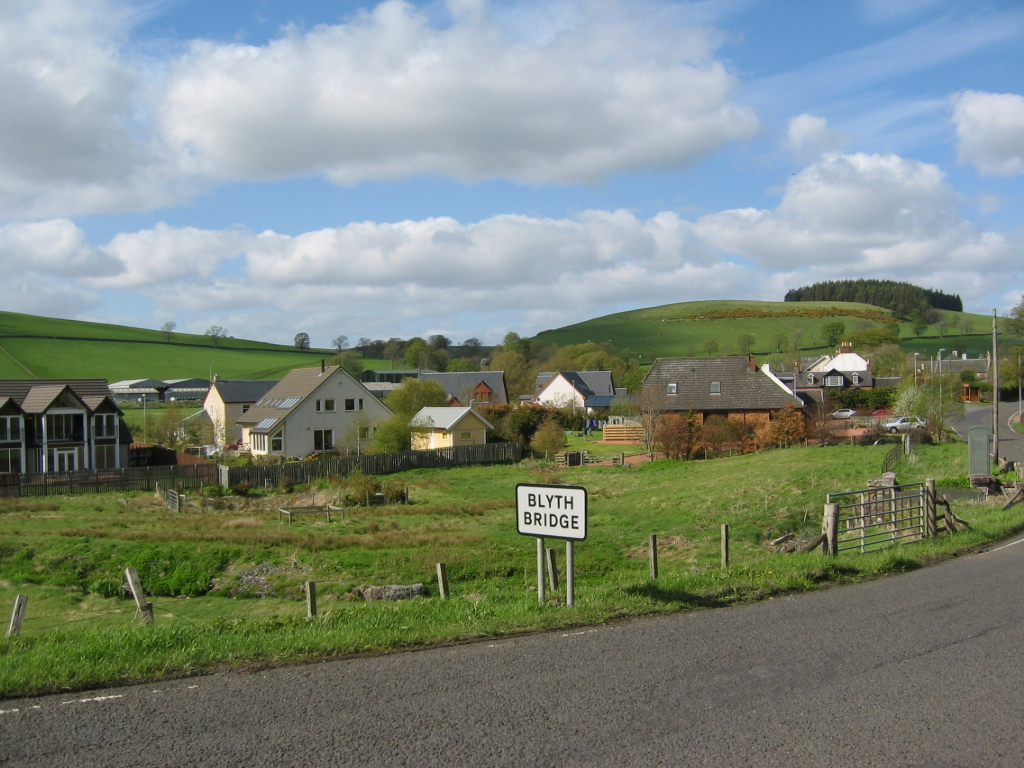
جسر بليث
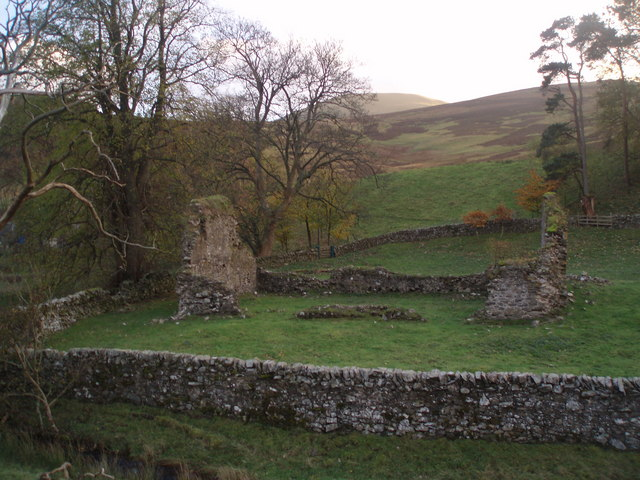
أطلال كنيسة كيلبوتشو
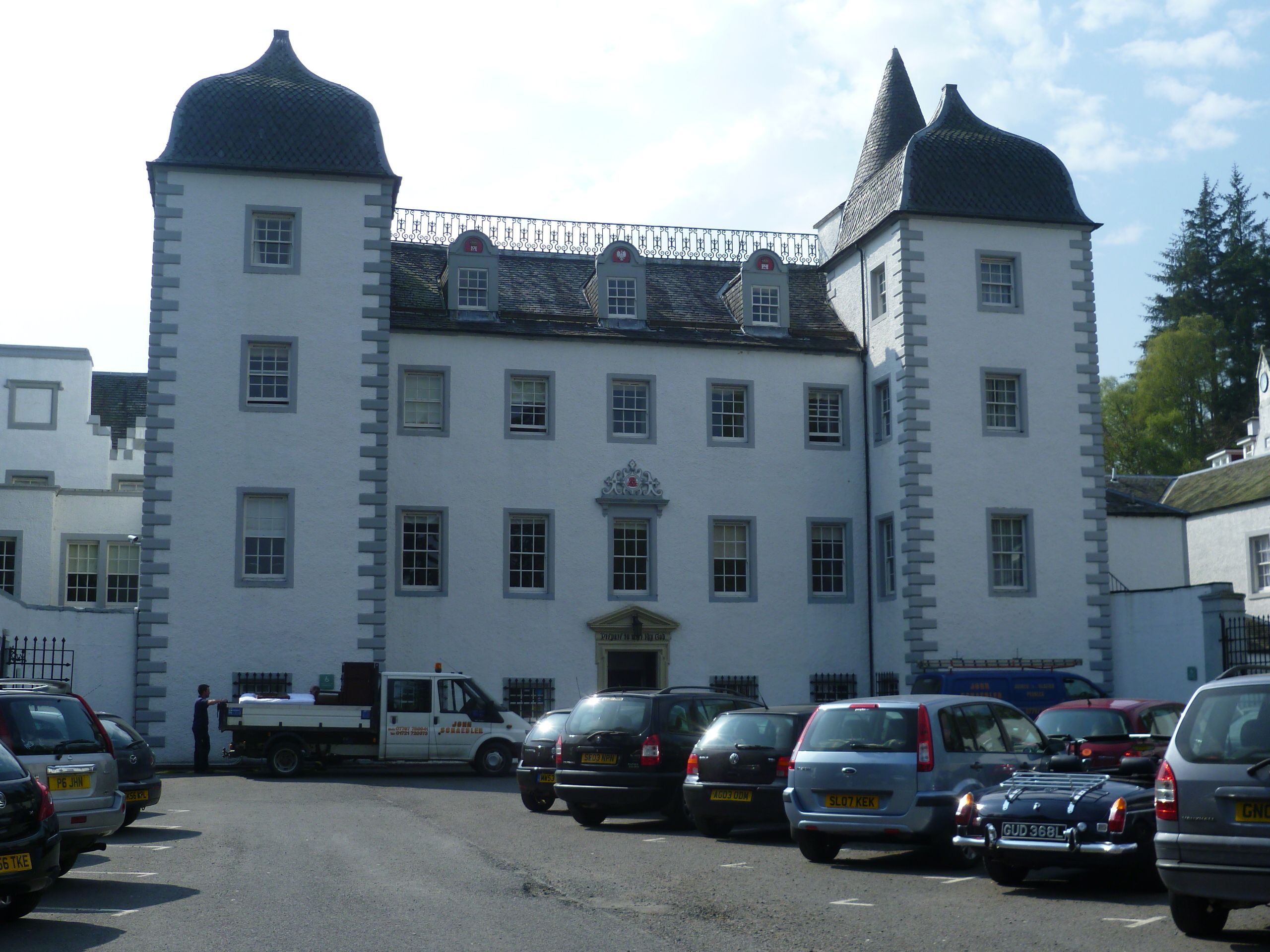
قلعة باروني في إيدلستون، والتي تحتوي على خريطة بولندا الكبرى لإسكتلندا
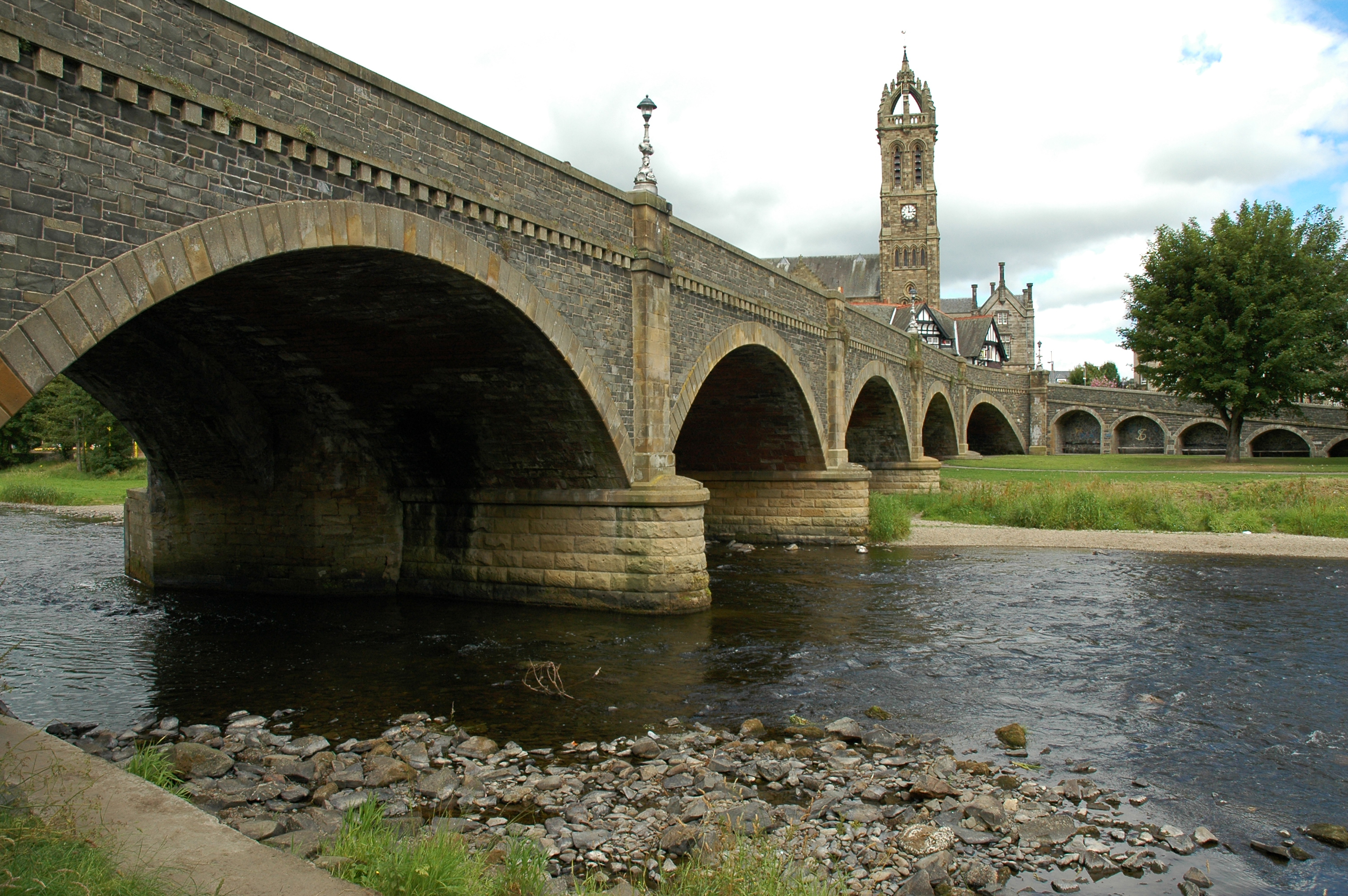
جسر فوق تويد في بيبلز، بلدة المقاطعة
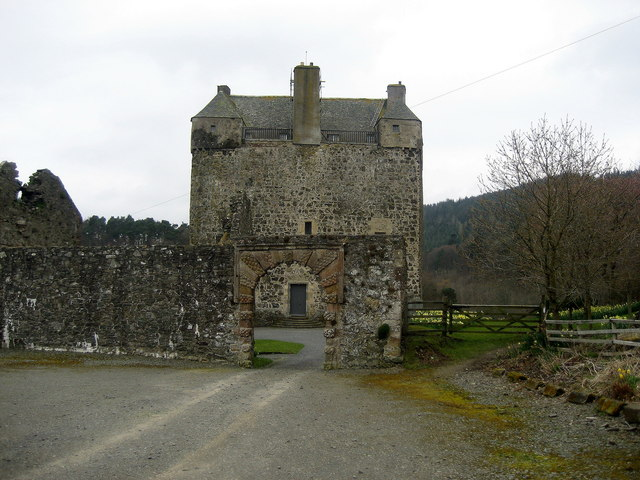
قلعة نيدباث في بيبلز